# 1831
| 1831               |
| ------------------ |
| Dødsfald - Fødsler |
| • Begivenheder     |

| Gregoriansk kalender | 1831 MDCCCXXXI          |
| Ab urbe condita      | 2584                    |
| Armensk kalender     | 1280 ԹՎ ՌՄՁ             |
| Kinesiske kalender   | 4527 – 4528 庚寅 – 辛卯 |
| Etiopisk kalender    | 1823 – 1824             |
| Jødisk kalender      | 5591 – 5592             |
| Hindukalendere       |                         |
| - Vikram Samvat      | 1886 – 1887             |
| - Shaka Samvat       | 1753 – 1754             |
| - Kali Yuga          | 4932 – 4933             |
| Iransk kalender      | 1209 – 1210             |
| Islamisk kalender    | 1247 – 1248             |

Konge i Danmark: Frederik 6. 1808-1839
Se også 1831 (tal)

## Begivenheder

### Januar
- 25. januar – Rigsdagen i Warszawa erklærede Polen for et selvstændigt land. Det førte til krig mod Rusland, der havde overherredømmet i Polen. I oktober samme år blev den polske hær slået, og Polen blev atter en del af Rusland

### Marts
- 10. marts – Kong Louis Philippe grundlægger Fremmedlegionen

### Maj
- 28. maj - de første anordninger om stænderforsamlinger udstedes - et vigtigt skridt på vejen mod demokrati, og Frederik 6. hyldes foran Det kgl. Teater af borgerne

### August
- 29. august - Michael Faraday opdager den elektromagnetiske induktion

### Oktober
- 9. oktober - Ioannis Kapodistrias, den første leder af et uafhængigt Grækenland, myrdes ved et attentat
- 28. oktober – den britiske fysiker Michael Faraday demonstrerer den første dynamo

### November
- 13. november - en koleraepedemi går gennem Tyskland

### December
- 27. december - den engelske naturvidenskabsmand Charles Darwin sejler ud på sin store ekspedition med HMS Beagle

### Udateret
- Rådgivende provinsialstænderforsamlinger indføres som en forløber for demokratiet
- Ude i verden breder koleraepidemien sig. I Danmark hærger den østdanske epidemi 1831.

## Født
- 16. februar – Nikolaj Leskov, russisk forfatter; død 1895.
- 25. februar - Dióscoro Puebla, spansk maler; død 1901.

## Dødsfald
- 12. januar - Prinsesse Louise af Danmark, gift med Landgreve Karl af Hessen fra 1766; født 1750.
- 9. oktober – Ioannis Kapodistrias, den første græske præsident bliver myrdet; født 1776.
- 14. november – Georg Wilhelm Friedrich Hegel, tysk filosof (født 1770).
- 16. november – Carl von Clausewitz, tysk militærteoretiker; født 1780.
- 15. september – Christian David Gebauer, kunstmaler; født 1777.